# Hyloxalus abditaurantius
Espèce
Synonymes
- Colostethus abditaurantius Silverstone, 1975

Statut de conservation UICN

 CR  : 
En danger critique
Hyloxalus abditaurantius est une espèce d'amphibiens de la famille des Dendrobatidae.

## Répartition
Cette espèce est endémique de Colombie. Elle se rencontre de 1 450 à 2 000 m d'altitude :
- dans le département de Risaralda sur le versant Ouest de la cordillère Occidentale ;
- dans le département de Quindío dans le nord de la cordillère Centrale.

## Étymologie
Le nom spécifique abditaurantius vient du latin abditus, caché, et de aurantius, orange, en référence aux points orange de cette espèce qui sont cachés lorsqu'elle est en position assise.

## Publication originale
- Silverstone, 1975 : Two new species of Colostethus (Amphibia: Anura: Dendrobatidae) from Colombia. Natural History Museum of Los Angeles County Contributions in Science, no 268, p. 1-10 (texte intégral).